# Ciríaco (Rio Grande do Sul)
Ciríaco é um município brasileiro do estado do Rio Grande do Sul. Conta com uma população estimada de 4.693 pessoas (IBGE/2021).

## História
Embora seja consenso entre os pesquisadores locais, que o nome da cidade se refere ao sobrenome dos primeiros moradores do lugar, não foi possível estabelecer uma relação concreta. Uma hipótese recente aponta para Arcangelo Chierico, filho de Giacomo Chierico e Lucia Collatto, que veio solteiro da Itália ao Brasil no Vapor Rivadávia, acompanhando sua irmã menor, chamada Elisabethe Chierico, e seu irmão Rocco Chierico, casado com Chiara Lucina, além da mãe, Lucia Colatto que ja estava viúva. No sul do Brasil, os irmãos se separaram, tendo Rocco constituído uma longa prole, através de seus 9 filhos, principalmente em Santa Catarina. Todos tiveram alteração na grafia do sobrenome, devido ao forte sotaque e pronúncia, "Tchí ri-co" passando a ser escrito como "Cirico"e Ciriaco. Arcangelo que era solteiro teria continuado até o Rio Grande do Sul e daí, pode ter constituído família com este sobrenome, dando origem ao município gaúcho.
Outra hipótese é que o nome Ciríaco tem origem no primeiro morador que se estabeleceu no local. Não há registros escritos sobre sua estadia, origem ou procedência. Segundo os relatos da tradição, vinha da fronteira do estado e teria se fixado, inicialmente, em Passo das Pedras, no Campo do Meio, no período de 1860 a 1890.
Distrito criado com a denominação de Ciríaco pela Lei Municipal nº 151, de 27 de janeiro de 1950, com território desmembrado do distrito de Ametistas, subordinado ao município de Passo Fundo. Desmembrado de Passo Fundo, Ciríaco é elevado à categoria de município pela Lei Estadual nº 5.195, de 28 de dezembro de 1965.
O município é constituído de três distritos: Ciríaco, Cruzaltinha e São João Bosco.

## Geografia
Pertence à Mesorregião do Noroeste Rio-Grandense e à Microrregião de Passo Fundo.

### Clima
Subtropical de altitude, com verões amenos e invernos rigorosos, com ocorrência de fortes geadas e, ocasionalmente, precipitação de neve.